# Pasăre migratoare

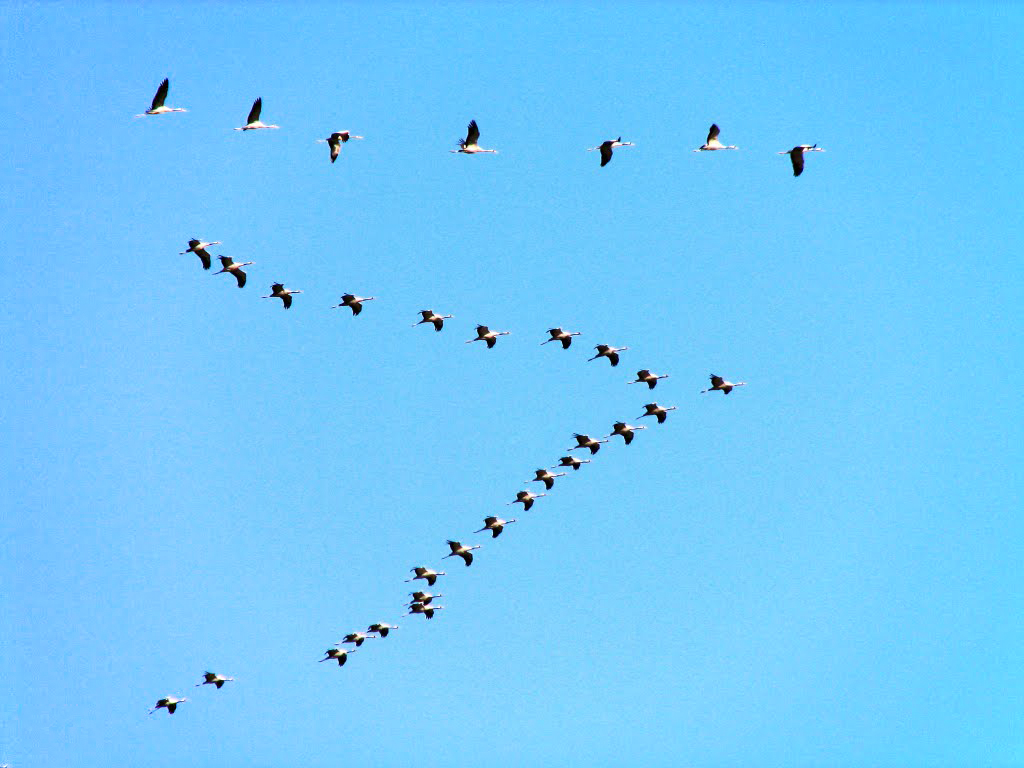
Stol de cocori

Pasăre migratoare este un termen care se referă la o grupă de păsări de specii diferite care în anumite anotimpuri, pentru a putea supraviețui, migrează la distanțe mari. În prezent se apreciază numărul lor la circa 50 de miliarde, dintre care 5 miliarde migrează între Europa și Africa.

## Ruta păsărilor migratoare
O serie de păsări călătoare migrează între Europa Centrală unde petrec perioada anotimpului de vară și Europa de Sud sau Africa de Nord unde rămân în perioada de iarnă. Păsările acestea migrează pe rute scurte.
Pe când alte păsări migratoare calatoresc pe distanțe lungi din Europa până în Africa Sudică. Mai sunt unele păsări arctice care migrează iarna între Scandinavia sau Siberia spre Europa Occidentală.

## Păsările migratoare din România
Păsările migratoare sau oaspeți de vară din România includ un număr de 150 de specii, inclusiv formele neclocitoare. Ele sunt formate din acele specii care vin numai în sezonul cald în România pentru a cuibări, urmând ca la apropierea sezonului rece să se reîntoarcă în cartierele de iernat. Din totalul speciilor cunoscute pe teritoriul României, aproximativ 100 de specii sunt sedentare, 150 migratoare, 40 oaspeți de iarnă și 60 specii de pasaj. Mai apar accidental circa 20 de specii sau cele rătăcite, în puține exemplare.

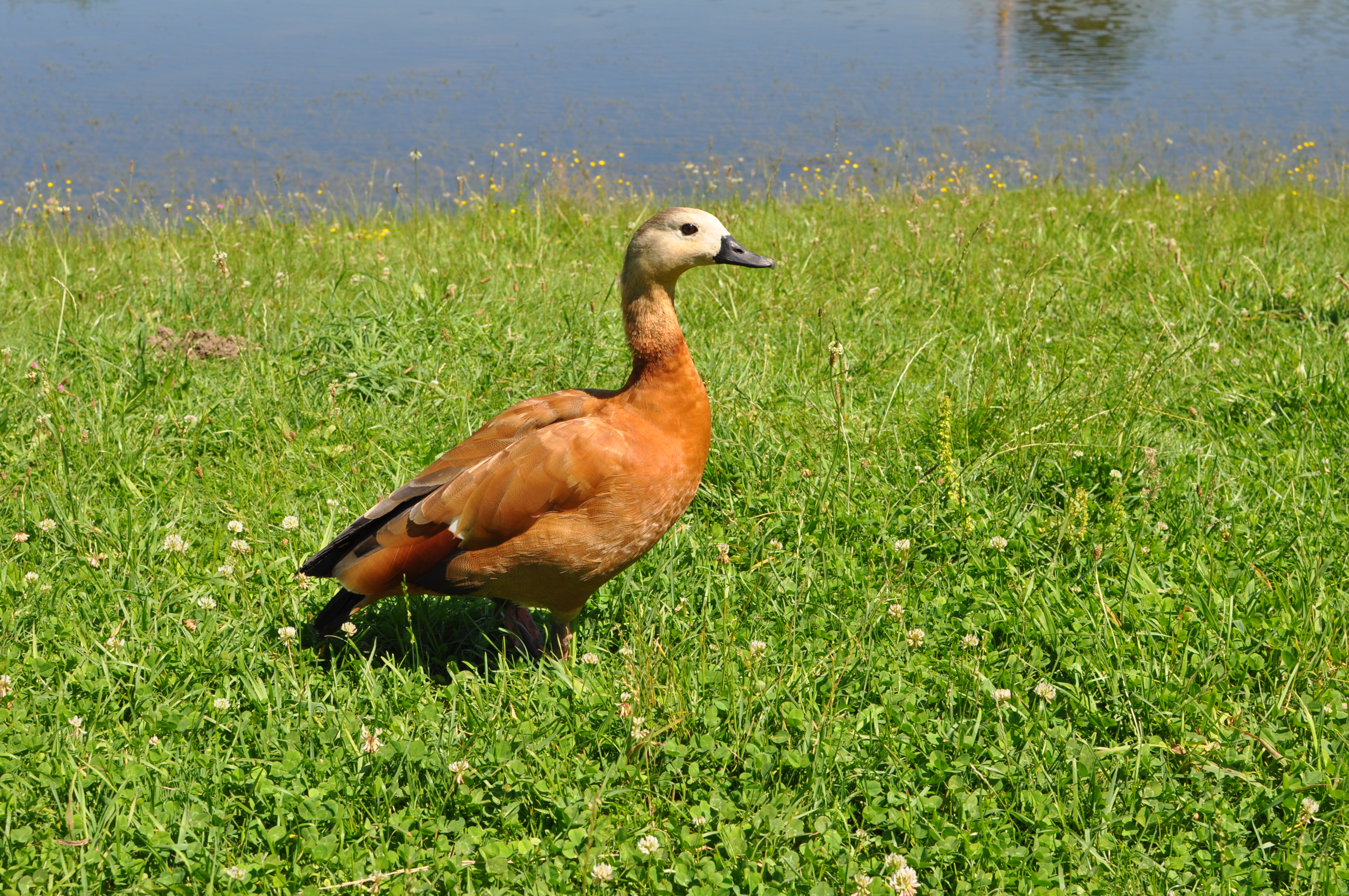
Călifarul roșu (Tadorna ferruginea)

Ca specii migratoare din țara noastră cităm:
- acvila de câmp (Aquila heliaca)
- acvila pitică (Aquila pennata, Hieraaetus pennatus)
- acvila țipătoare mică (Aquila pomarina)
- barza albă (Ciconia ciconia)
- buhaiul de baltă (Botaurus stellaris)
- capîntorsul (Jynx torquilla)
- caprimulgul comun (Caprimulgus europaeus)
- călifarul alb (Tadorna tadorna)
- călifarul roșu (Tadorna ferruginea)
- chira de baltă (Sterna hirundo)
- chira de mare (Sterna sandvicensis)
- chira mică (Sterna albifrons)
- chirighița cu aripi albe (Chlidonias leucopterus)
- chirighița cu obraz alb (Chlidonias hybrida)
- chirighița neagră (Chlidonias niger)
- ciocârlanul de Bărăgan (Melanocorypha calandra)
- ciocârlia cu degete scurte (Calandrella cinerea)
- ciocârlia de pădure (Lullula arborea)
- ciocîntorsul (Recurvirostra avosetta)
- ciovlica negricioasă (Glareola nordmanni)
- ciovlica roșiatică (Glareola pratincola)
- ciuful pitic (Otus scops)
- cocorul mare (Grus grus)
- codobatura albă (Motacilla alba)
- codobatura galbenă (Motacilla flava)
- codroșul de grădină (Phoenicurus phoenicurus)
- corcodelul cu gât negru (Podiceps nigricollis)
- corcodelul cu gât roșu (Podiceps grisegena)
- corcodelul mare (Podiceps cristatus)
- corcodelul pitic (Podiceps ruficollis)
- cormoranul mare (Phalacrocorax carbo)
- cormoranul mic (Phalacrocorax pygmaeus)
- cresteluțul mijlociu (Porzana parva)
- cresteluțul pestriț (Porzana porzana)
- cresteluțul pitic (Porzana pusilla)
- cristeiul de baltă (Rallus aquaticus)
- cristeiul de câmp (Crex crex)
- cucul (Cuculus canorus)
- culicul mare (Numenius arquata)
- drepneaua mică (Apus apus)
- dumbrăveanca (Coracias garrulus)
- egreta mare (Egretta alba)
- egreta mică (Egretta garzetta)
- eretele alb (Circus macrourus)
- eretele de stuf (Circus aeruginosus)
- fâsa de câmp (Anthus campestris)
- fâsa de pădure (Anthus trivialis)
- filomela (Luscinia luscinia)
- fluierarul cu picioare roșii (Tringa totanus)
- fluierarul de lac (Tringa stagnatilis)
- frunzărița cenușie (Hippolais pallida)
- frunzărița gălbuie (Hippolais icterina)
- gaia brună (Milvus migrans)
- gâsca de vară (Anser anser)
- găinușa de apă (Gallinula chloropus)
- grangurele (Oriolus oriolus)
- grelușelul de stuf (Locustella luscinioides)
- grelușelul de zăvoi (Locustella fluviatilis)
- grelușelul pătat (Locustella naevia)
- gușă albastră (Luscinia svecica)
- lăcarul de câmp (Acrocephalus agricola)
- lăcarul de lac (Acrocephalus scirpaceus)
- lăcarul de mlaștină (Acrocephalus palustris)
- lăcarul de pipirig (Acrocephalus paludicola)
- lăcarul de rogoz (Acrocephalus schoenobaenus)
- lăcarul mare (Acrocephalus arundinaceus)
- lăstunul de casă (Delichon urbica)
- lăstunul de mal (Riparia riparia)
- lebăda de vară (Cygnus olor)
- lișița (Fulica atra)
- lopătarul (Platalea leucorodia)
- mărăcinarul striat (Saxicola rubetra)
- muscarul sur (Muscicapa striata)
- nagâțul (Vanellus vanellus)
- pasărea ogorului (Burhinus oedicnemus)
- pelicanul comun (Pelecanus onocrotalus)
- pelicanul creț (Pelecanus crispus)
- pescărița mare (Hydroprogne caspia)
- pescărița râzătoare (Gelochelidon nilotica)
- pescărușul albastru (Alcedo atthis)
- pescărușul cu cap negru (Larus melanocephalus)
- pescărușul cu cioc subțire (Larus genei)
- pescărușul mic (Larus minutus)
- piciorongul (Himantopus himantopus)
- pietrarul negru (Oenanthe leucomela)
- pietrarul sur (Oenanthe oenanthe)
- pitulicea sfârâitoare (Phylloscopus sibilatrix)
- pițigoiul de stuf (Panurus biarmicus)
- porumbelul de scorbură (Columba oenas)
- prepelița (Coturnix coturnix)
- presura de grădină (Emberiza hortulana)
- presura de stuf sudică (Emberiza schoeniclus intermedia)
- prigoria (Merops apiaster)
- privighetoarea (Luscinia megarhynchos)
- privighetoarea de baltă (Lusciniola melanopogon)
- prundașul de sărătură (Charadrius alexandrinus)
- prundașul gulerat mic (Charadrius dubius)
- pupăza (Upupa epops)
- rândunica comună (Hirundo rustica)
- rața cârâitoare (Anas querquedula)
- rața cu cap alb (Oxyura leucocephala)
- rața cu cap brun (Aythya ferina)
- rața cu ciuf (Netta rufina)
- rața lingurar (Anas clypeata)
- rața moțată (Aythya fuligula)
- rața pestriță (Anas strepera)
- rața roșie (Aythya nyroca)
- scoicarul (Haematopus ostralegus)
- sfrânciocul cu frunte neagră (Lanius minor)
- sfrânciocul roșiatic (Lanius collurio)
- silvia cu cap negru (Sylvia atricapilla)
- silvia de câmpie (Sylvia communis)
- silvia de zăvoi (Sylvia borin)
- silvia mică (Sylvia curruca)
- silvia undulată (Sylvia nisoria)
- stârcul cenușiu (Ardea cinerea)
- stârcul de noapte (Nycticorax nycticorax)
- stârcul galben (Ardeola ralloides)
- stârcul pitic (Ixobrychus minutus)
- stârcul roșu (Ardea purpurea)
- stufărica (Cettia cetti)
- sturzul cântător (Turdus philomelos)
- șerparul (Circaetus gallicus)
- șoimul dunărean (Falco cherrug)
- șoimul rândunelelor (Falco subbuteo)
- șoimulețul de seară (Falco vespertinus)
- șorecarul comun roșcat (Buteo buteo vulpinus)
- turturica (Streptopelia turtur)
- țigănușul (Plegadis falcinellus)
- vânturelul roșu (Falco tinnunculus)
- viesparul (Pernis apivorus)
- vulturul pescar (Pandion haliaetus)